# Vanja Ilić
Vanja Ilić, né le 25 février 1993 à Belgrade, est un handballeur international serbe évoluant au poste d'ailier gauche au C' Chartres Métropole handball.
Vanja Ilić commence sa carrière en Macédoine. La saison 2018-2019, il rejoint l'Espagne à La Rioja, découvre la Coupe EHF et est repéré en France, par le C' Chartres Métropole handball.
Il est le frère de Nemanja Ilić, aussi handballeur professionnel.

## Biographie

### Coupe d'Europe en Macédoine et Espagne
Après quatre ans en Macédoine (Rabotnički, Metalurg Skoje), il s'engage en 2018 avec le club espagnol de La Rioja (D1).
Sur la saison 2018-2019, il est l'auteur de 32 buts en huit matches de Coupe EHF et tourne à près de 4,3 buts de moyenne en Liga Asobal.

### Arrivée en France, à Chartres
En 2019, il s'engage avec le C' Chartres MHB et remplace Rémi Feutrier. Ilic dispute la totalité des rencontres des matches aller et fait partie des satisfactions du club avec 42 buts en 13 rencontres (pour une moyenne de 3,23 buts par matches, à 61% de réussite aux tirs). Dès janvier 2020, il prolonge son contrat jusqu'au terme de l'exercice 2020-2021. Chartres termine dixième du championnat de France et son ailier gauche serbe s’est montré très fiable à 76/115. Le Serbe termine sixième meilleur buteur de Starligue sans compter les penalties (76 buts en 18 matches à 4,22 de moyenne et 66% de réussite). Durant l'intersaison, Vanja signe un nouveau contrat et s’engage pour trois années avec Chartres, jusqu'en juin 2024.
Vanja Ilic est élu joueur du mois de mars 2021 de Starligue avec 37,2% des voix, après avoir inscrit vingt buts dont un parfait 11/11 lors de la victoire chartraine face à Istres (29-28). Au terme de l'exercice 2020-2021, Ilic totalise 174 buts inscrits et se hisse sur le podium du classement des buteurs, seulement devancé par le Slovène de Limoges Dragan Gajic (233) et le jeune loup de Chambéry Benjamin Richert (184). Vanja termine largement en tête, à son poste, de l'indice Data7&Match (calcul de la performance individuelle de chaque joueur lors de chaque match de Starligue).  Reconnu pour son efficacité devant le but, le Serbe se révèle également précieux en défense avec des interceptions mais également à la passe.
Pour la saison 2021-2022, l’international serbe dans le triumvirat des capitaines, avec le Danois Morten Vium et le Russe Sergey Kudinov. Auteur de seize buts mi-décembre 2021 à Saran (32-26), à un but du record du Championnat de France, Vanja Ilic est la figure de proue du « 7 de la semaine » de la quatorzième journée de Starligue par l'Association des joueurs professionnels de handball.

## Palmarès

### En club
- Vainqueur du Championnat de Serbie (1) : 2012
- Vainqueur de la Coupe de Serbie (2) : 2012, 2013

### En équipe nationale
- 12e place au Championnat d'Europe 2018
- 18e place au Championnat du monde 2019

## Style de jeu
À sa signature à Chartres en 2019, le club le présente comme « un ailier buteur qui a la particularité de pouvoir défendre en poste 2 ». Comme son frère aîné Nemanja, Vanja Ilić est un excellent finisseur.

## Statistiques
| Saison                | Club                  | Championnat           | Championnat | Championnat | Coupe nationale | Coupe nationale | Coupe de la Ligue | Coupe de la Ligue | Supercoupe | Supercoupe | Compétition(s) continentale(s) | Compétition(s) continentale(s) | Compétition(s) continentale(s) | Serbie | Serbie | Total | Total |
| Saison                | Club                  | Division              | M.          | B.          | M.              | B.              | M.                | B.                | M.         | B.         | Comp.                          | M.                             | B.                             | M.     | B.     | M.    | B.    |
| 2011-2012             | RK Partizan Belgrade  | D1                    | -           | -           | -               | -               | -                 | -                 | -          | -          | C1                             | 9                              | 4                              | -      | -      | 9     | 4     |
| 2012-2013             | RK Partizan Belgrade  | D1                    | -           | -           | -               | -               | -                 | -                 | -          | -          | C1                             | 10                             | 11                             | -      | -      | 10    | 11    |
| 2013-2014             | RK Partizan Belgrade  | D1                    | -           | -           | -               | -               | -                 | -                 | -          | -          | C3                             | 0                              | 0                              | -      | -      | 0     | 0     |
| 2014-2015             | RK Partizan Belgrade  | D1                    | -           | -           | -               | -               | -                 | -                 | -          | -          | -                              | -                              | -                              | -      | -      | 0     | 0     |
| Sous-total            | Sous-total            | Sous-total            | -           | -           | -               | -               | -                 | -                 | 0          | 0          | -                              | 19                             | 15                             | 0      | 0      | 19    | 15    |
| 2015-2016             | RK Rabotnički Skopje  | D1                    | -           | -           | -               | -               | -                 | -                 | -          | -          | -                              | -                              | -                              | -      | -      | 0     | 0     |
| 2016-2017             | Metalurg Skoje        | D1                    | -           | -           | -               | -               | -                 | -                 | -          | -          | C1                             | 5                              | 25                             | -      | -      | 5     | 25    |
| 2017-2018             | Metalurg Skoje        | D1                    | -           | -           | -               | -               | -                 | -                 | -          | -          | C1                             | 10                             | 29                             | 1      | 4      | 11    | 33    |
| Sous-total            | Sous-total            | Sous-total            | -           | -           | -               | -               | -                 | -                 | 0          | 0          | -                              | 15                             | 54                             | 1      | 4      | 16    | 58    |
| 2018-2019             | La Rioja              | D1                    | -           | -           | -               | -               | -                 | -                 | -          | -          | C3                             | 8                              | 32                             | 7      | 22     | 15    | 54    |
| 2019-2020             | C' Chartres MHB       | D1                    | 18          | 76          | 1               | 5               | 3                 | 6                 | 1          | 4          | -                              | -                              | -                              | 3      | 5      | 26    | 96    |
| 2020-2021             | C' Chartres MHB       | D1                    | 29          | 174         | -               | -               | -                 | -                 | -          | -          | -                              | -                              | -                              | -      | -      | 29    | 174   |
| 2021-2022             | C' Chartres MHB       | D1                    | 14          | 84          | -               | -               | 1                 | 1                 | -          | -          | -                              | -                              | -                              | -      | -      | 15    | 85    |
| Sous-total            | Sous-total            | Sous-total            | 61          | 334         | 1               | 5               | 4                 | 7                 | 1          | 4          | -                              | 0                              | 0                              | 11     | 31     | 78    | 381   |
| Total sur la carrière | Total sur la carrière | Total sur la carrière | 61          | 334         | 1               | 5               | 4                 | 7                 | 1          | 4          | -                              | 42                             | 101                            | 11     | 31     | 120   | 482   |